# Периферійний пристрій
Перифері́йний при́стрій (англ. peripheral device, peripheral; скор. перифері́я) — частина апаратного забезпечення, призначена для передавання інформації до і від комп'ютера.
Периферійні пристрої мають власне керування і функціонують за командами центрального процесора. Периферійні пристрої призначені для зовнішньої обробки даних, що забезпечує їх підготовку, введення, зберігання, керування, захист, вивід та передачу по каналах зв'язку.
Основне призначення периферії — забезпечити надходження до процесора із зовнішнього середовища програм і даних для опрацювання, а також видачу результатів його роботи у вигляді, придатному для сприйняття людиною або для передачі на іншу систему, або в іншій, необхідній формі. Периферійні пристрої багато в чому визначають можливості застосування комп'ютера.
Слово «периферія» походить від грецького слова «περιφέρεια», що означає «окружність», або в ширшому сенсі околиця, зовнішня частина чого-небудь, протиставлена центру.

## Категоризація
Периферійні пристрої категоризуються за напрямком в якому передається інформація між ним та процесором:
- Пристрій введення лише передає дані до комп'ютера, але не отримує їх. Такі пристрої або отримують дані чи команди від користувача, за допомогою яких він може керувати роботою комп'ютера (головним чином, миша та клавіатура), або отримують дані із зовнішнього середовища (наприклад відеокамера, мікрофон або термометр). Прикладами таких пристроїв є комп'ютерна миша, клавіатура, сканер, ігровий контролер, вебкамера або сканер штрих-кодів. В перші десятиліття існування комп'ютерів широко використовувались перфокарти.
- Пристрій виведення лише отримує дані від комп'ютера, але не передає їх. Такі пристрої виводять результати роботи комп'ютера у зручному для зчитування людиною виді. Прикладами таких пристроїв є монітор, принтер, навушники або динаміки.
- Пристрої вводу-виведення й отримують дані від комп'ютера, і передають дані до комп'ютера, тобто, іншими словами, обмінюються даними із комп'ютером. Ці пристрої зберігають дані якими користується комп'ютер, записують і видають дані за вимогою (наприклад жорсткий диск, USB-накопичувач або карта пам'яті), або допомагають комп'ютеру обмінюватися даними з іншими комп'ютерами чи пристроями (наприклад, модем, маршрутизатор або мережева плата).

Також, існують пристрої, які поєднують свою основну (класичну) функцію вводу чи виведення із якоюсь іншою функцією з іншого класу, наприклад монітори (пристрій виведення) із кнопками керування гучністю (функція введення), або клавіатури (пристрій введення) із кольоровою підсвіткою (функція виведення).

## Принципи взаємодії із процесором
Центральний процесор, спрощено кажучи, складається з арифметично-логічного пристрою, пристрою контролю, регістрів та шини даних яка все це поєднує між собою. Оперативна пам'ять теж напряму інтегрована в центральний процесор. Процесор завантажує команду і дані для неї з оперативної пам'яті в регістр, пристрій контролю відповідно до завантаженої команди вирішує яку частину арифметично-логічного пристрою треба активувати, арифметично-логічний пристрій виконує математичну чи логічну операцію над даними, результат зберігається в оперативну пам'ять, після чого весь цей процес повторюється знову і знову. Все, що не входить до цієї схеми вважається периферією, оскільки комп'ютер може функціонувати й без периферійних пристроїв, а також, тому що потрібні окремі технічні рішення (зокрема спеціальні команди та протоколи обміну даними) для того, щоб процесор міг взаємодіяти із такими пристроями.
Існують такі підходи до того як і коли процесор взаємодіє із периферійними пристроями:
- Періодичне опитування — підхід, за якого процесор періодично опитує всі підключені до нього периферійні пристрої вводу чи є в них якісь дані які вони мають передати процесору. Решту часу процесор «займається своїми справами» і не згадує про існування периферії, а периферійні пристрої зберігають дані у себе до тих пір, поки їх не запитає процесор. Простий приклад: процесор почекавши 50 мілісекунд питає в клавіатури «в тебе щось відбулось з моменту нашої останньої розмови?», а вона відповідає «так, користувач натиснув кнопку Shift».
- Переривання — підхід, за якого периферійний пристрій в якого з'явились дані, які треба передати процесору, «перериває» роботу процесора. Процесор зупиняє роботу яку він робив до цього, обробляє запит від периферійного пристрою, після чого одразу же повертається до роботи, яку він робив до отримання переривання.[3] Простий приклад: користувач натиснув кнопку Shift, клавіатура звертається до процесора «гей, процесоре, в мене є для тебе новина», процесор відповідає «так, я слухаю», клавіатура каже «користувач тільки що натиснув Shift». Такий підхід, зокрема, використовується в ігрових пристроях, оскільки у відеоіграх і особливо у кіберспорті дуже важлива швидкість реакції.
- Виділена ділянка оперативної пам'яті — певна ділянка оперативної пам'яті виділяється для обміну даними між процесором і одним певним периферійним пристроєм. Процесор записує в цю ділянку дані які хоче передати периферійному пристрою і навпаки. Зокрема, цей підхід використовується для моніторів: процесор записує у виділену ділянку пам'яті картинку, яка має відобразитись на екрані.

В перших двох випадках периферійні пристрої під'єднані до шини даних центрального процесора і це з'єднання активується спеціальною командою, весь інший час воно неактивне. В третьому випадку периферійний пристрій певним чином під'єднаний напряму до оперативної пам'яті та не взаємодіє із процесором напряму. Всі ці з'єднання реалізовуються материнською платою.